# كيربي للمباني الحديثة
كيربي للمباني الحديثة أو كيربي لأنظمة البناء هي شركة تصنيع متخصصة في المباني الجاهزة. تأسست عام 1976، وهي شركة تابعة مملوكة بالكامل لشركة الغانم للصناعات. تمتلك كيربي منشآت تصنيع في الكويت، ورأس الخيمة، وحيدر آباد، وهاريدوار، وفيتنام، بطاقة إنتاجية تزيد عن 400 ألف طن متري سنويًا. ولديها مكاتب مبيعات في 70 دولة.

## تاريخ
تأسست شركة كيربي كمشروع مشترك بين الغانم وشركة كيربي لأنظمة البناء (نوكور) بالولايات المتحدة الأمريكية في عام 1976 بمصنع إنتاج في الكويت. وفي عام 1981، بنت أكبر مجمع للمنسوجات في العالم في علم بمصر. وفي عام 1996، حصلت على شهادة الجودة ISO 9001:2000. وفي عام 2000، افتتح المصنع في حيدر أباد؛ وبعد عام واحد حصلت كيربي الهند على شهادة ISO 9001:2000. وفي عام 2006، افتتح مصنع في هاريدوار بطاقة إنتاجية تبلغ 600000 طن متري. واستثمر المصنع 50 كرور روبية (500 مليون روبية). وبعد عام، افتتح مصنع آخر في رأس الخيمة وبدأ بناء مصنع في فيتنام. وفي عام 2009، أعادت الشركة تقديم الهياكل الفولاذية المنحنية، وهو أسلوب بديل لمباني PEB الأخرى.

## القدرات الهندسية والتصنيعية
يعمل لدى كيربي أكثر من 500 شخص يستخدمون برامج التصميم والتفاصيل الهيكلية كجزء من مركز التميز الهندسي (CEE) في حيدر أباد في الهند. تمتلك كيربي ما مجموعه خمسة مرافق تصنيع تقع في الكويت ورأس الخيمة (الإمارات العربية المتحدة) وفيتنام والهند، بطاقة سنوية إجمالية تبلغ حوالي 400000 طن متري، يدعمها أكثر من 4000 موظف. تعمل الشركة من خلال 70 مكتب مبيعات تقع في ست مناطق جغرافية، بما في ذلك مجلس التعاون الخليجي (GCC) وبقية دول الشرق الأوسط وشبه القارة الهندية وإفريقيا وأوروبا الشرقية وجنوب شرق آسيا. وعلى الصعيد العالمي، تمتلك كيربي أكثر من 300 شركة بناء معتمدة لتركيب المباني الفولاذية. وقد صنعت كيربي أكثر من 65000 مبنى في جميع أنحاء العالم، بما في ذلك أكبر مبنى PEB في العالم، وهو مصنع رينو نيسان في الهند.

## معرض الصور

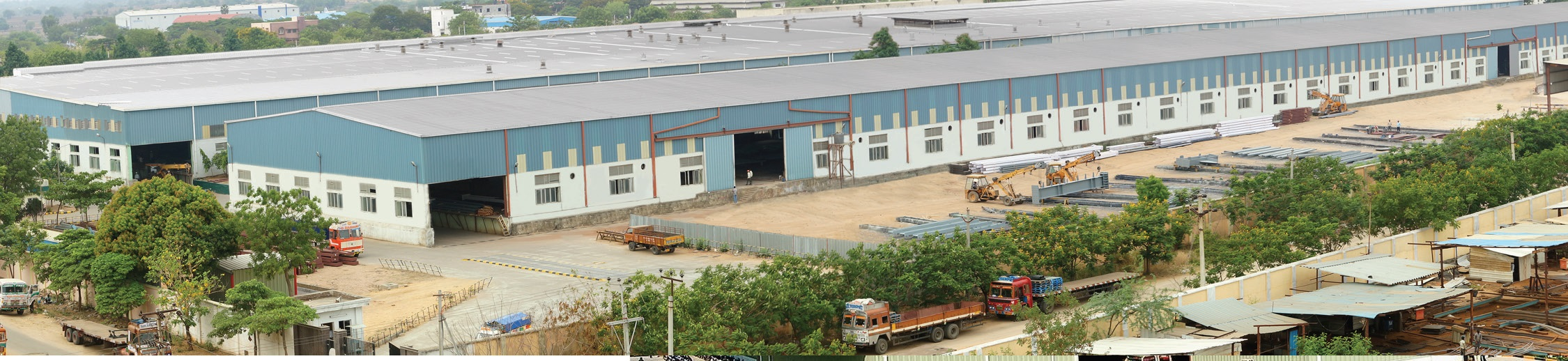
مصنع كيربي حيدر أباد للتصنيع
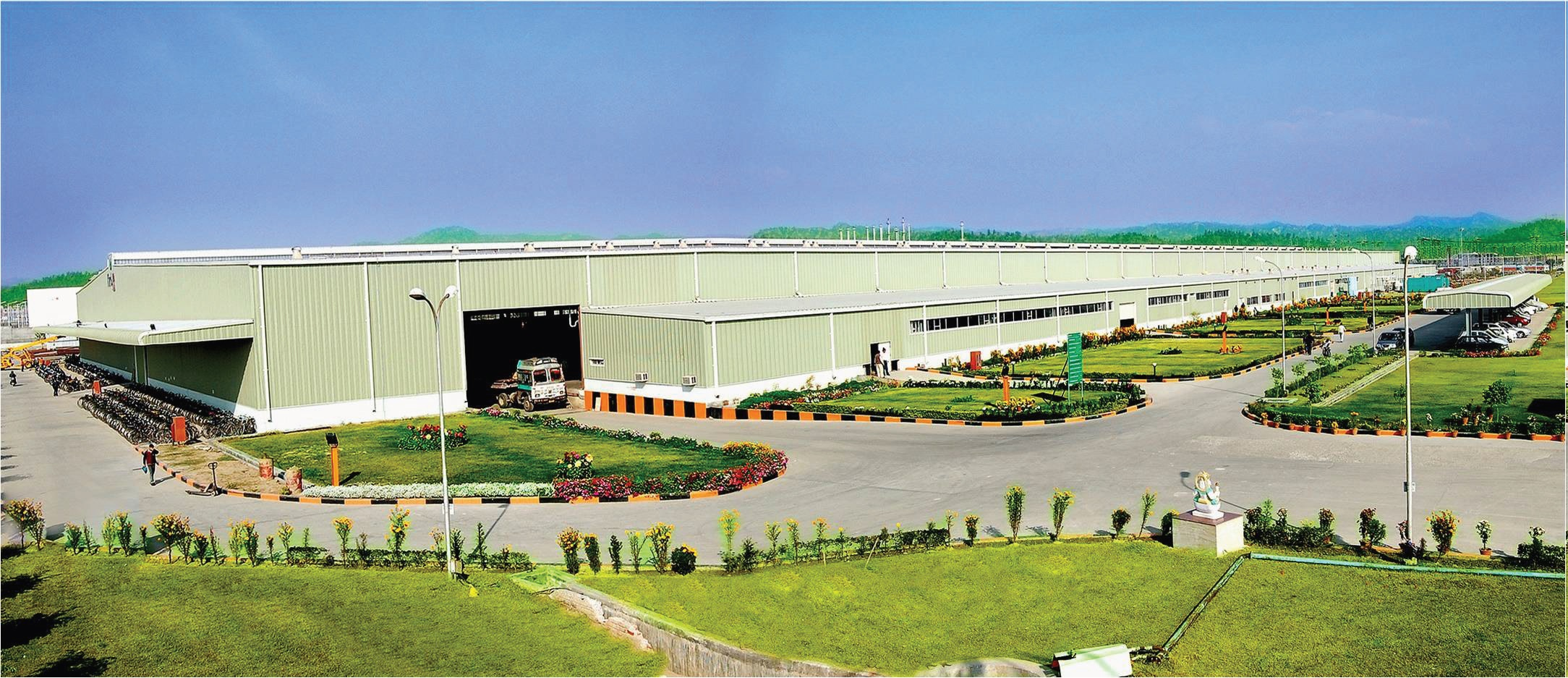
مصنع كيربي هاريدوار للتصنيع
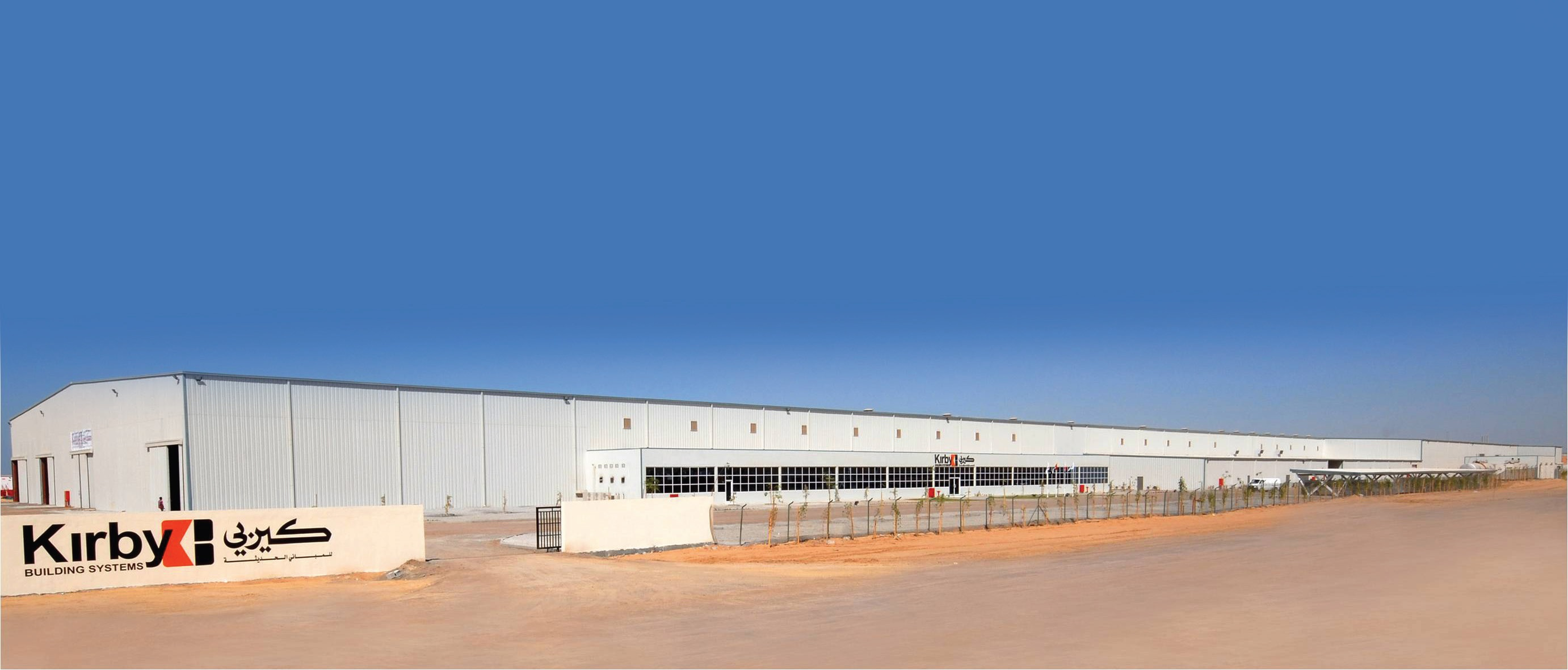
مصنع كيربي رأس الخيمة للتصنيع
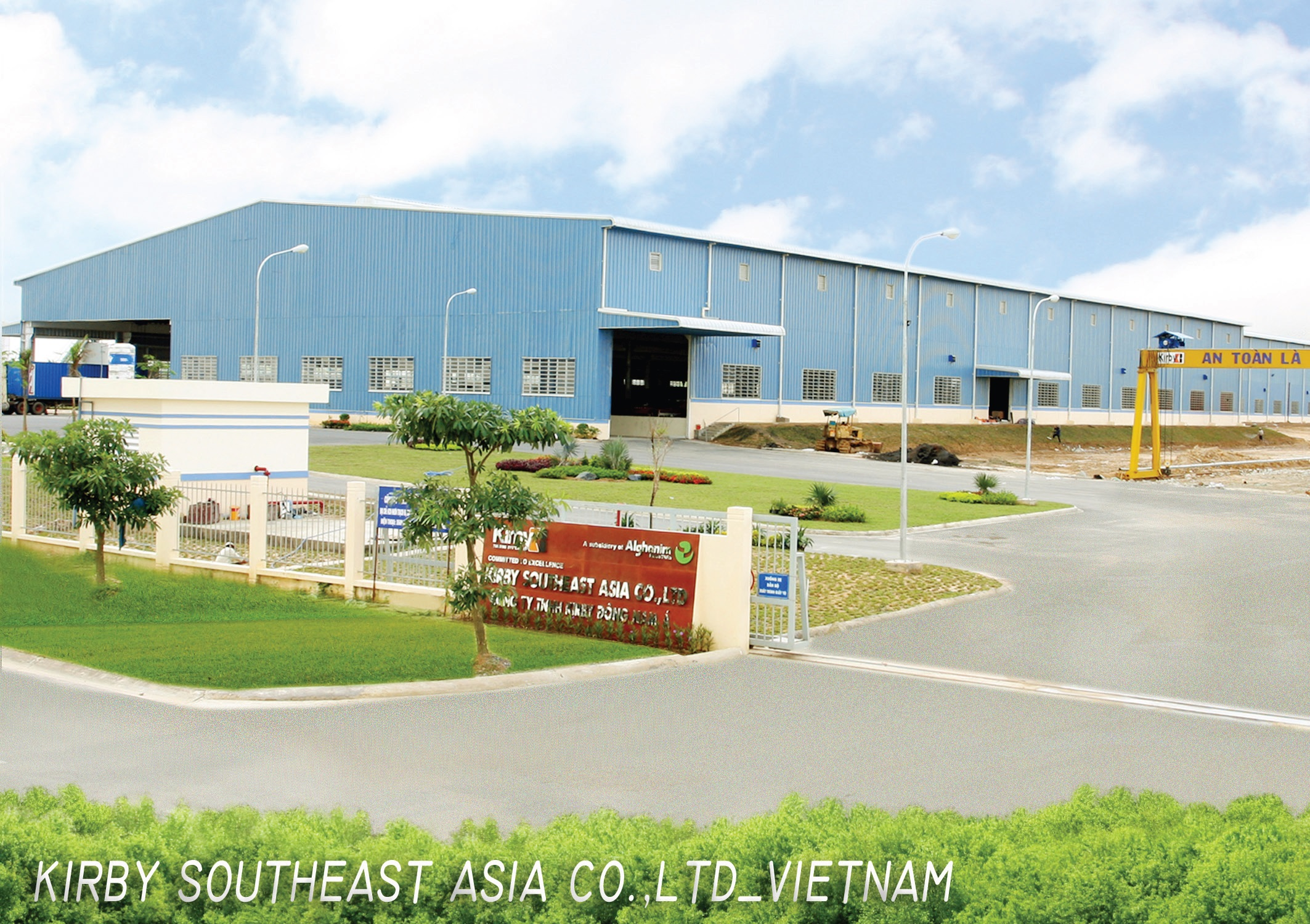
مصنع كيربي فيتنام للتصنيع

## روابط خارجية
- الموقع الرسمي